# Pfarrkirche Salzburg-Itzling

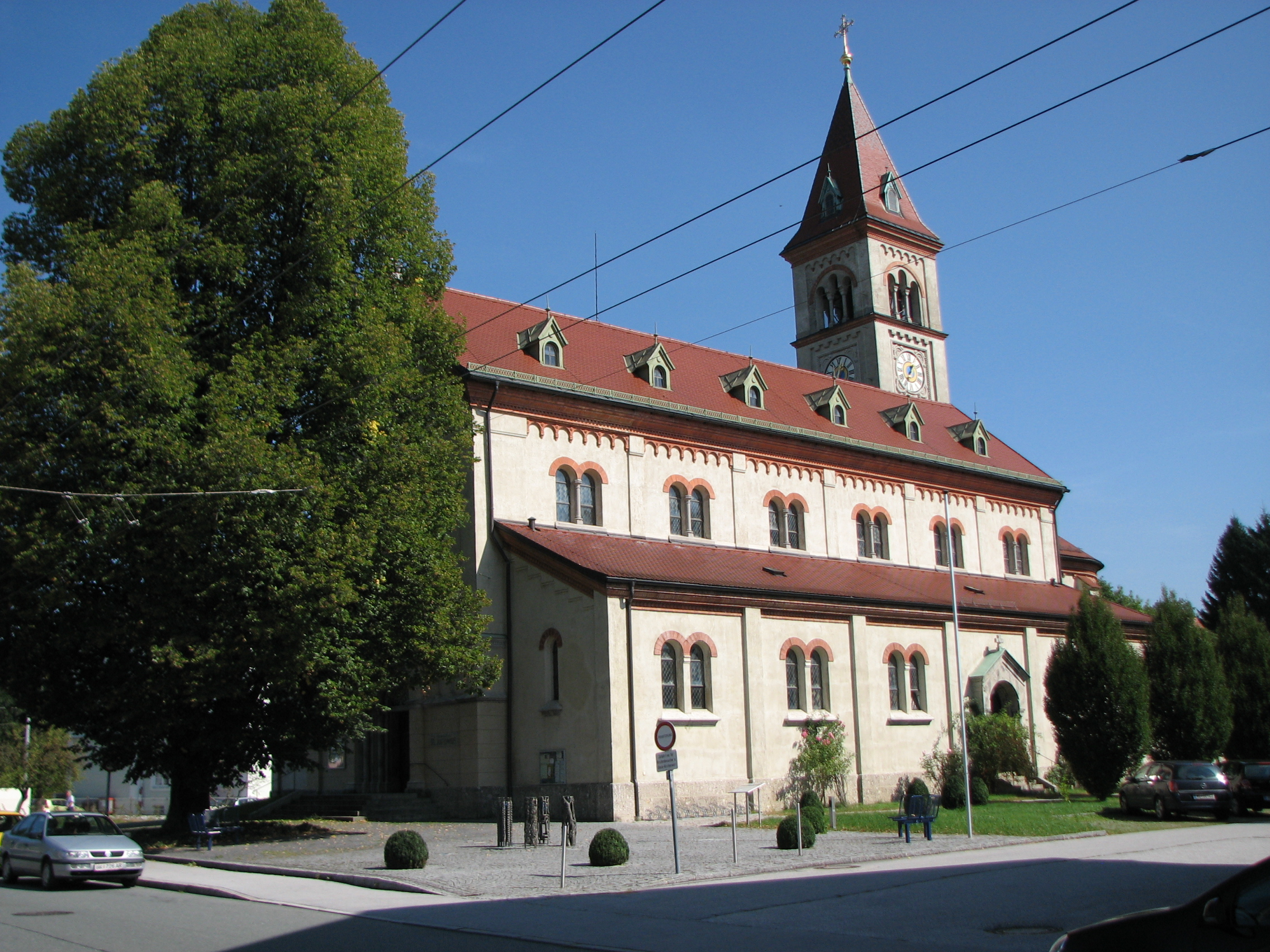
Pfarrkirche Itzling von Westen

Die Kirche zum Hl. Antonius von Padua  liegt im Zentrum des Stadtteiles Itzling (Kirchstraße 22A) in der Stadt Salzburg. Sie ist die römisch-katholische Pfarrkirche der gleichnamigen Gemeinde im Stadtdekanat Salzburg des Erzbistums Salzburg und Antonius von Padua geweiht.
Der unter dem Salzburger Erzbischof Johannes Baptist Katschthaler 1901 nach Plänen des Architekten Jakob Ceconi begonnene Neubau einer neuromanischen Basilika wurde 1903 geweiht und ist seit 1912 Pfarrkirche.
Die Kirche steht unter Denkmalschutz.

## Geschichte

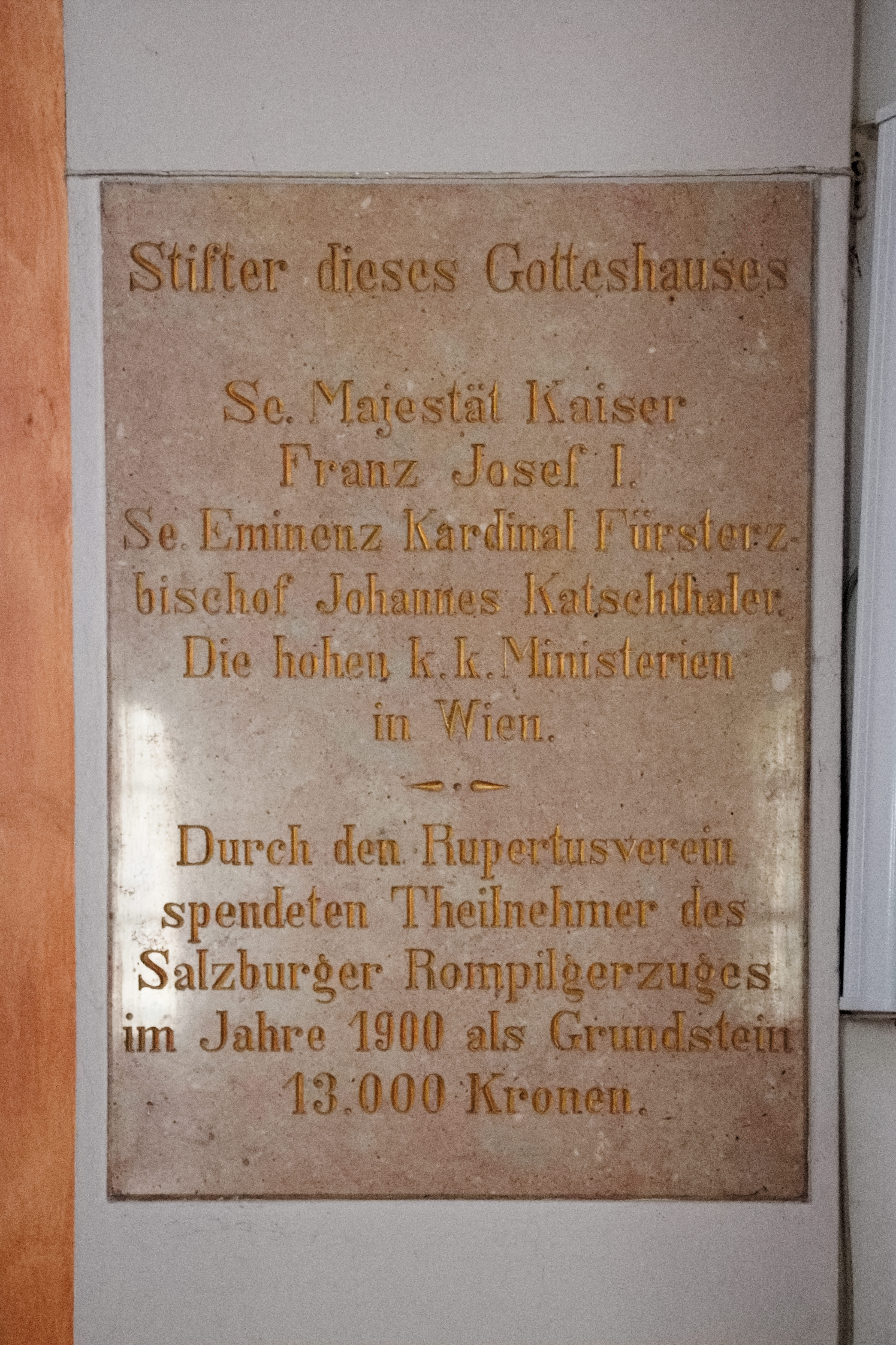
Gedenktafel für die Stifter

Pfarrlich (auch politisch 1848–1935) gehörte der kleine Ort Itzling zu Gnigl, das eine Pfarrkuratie des Domkapitels war. Seit 1857 ist Itzling eine Pfarrei.
Der Bau der St. Antonius-Kirche wurde 1901 nach den Plänen von Jakob Ceconi begonnen, nachdem durch den großen Zuzug die Bewohner der vielen Neubauten wiederholt nach einem kirchlichen Zentrum verlangt hatten. Der Platz abseits der lauten Itzlinger Hauptstraße und nächst dem heutigen Veronaplatz schien für den Kirchenbau ideal. Finanziert wurde der Bau durch großzügige Spenden von Kaiser Franz-Joseph, Erzbischof Johannes Baptist Katschthaler und dem Salzburger Rupertusverein. Nach ihrer Fertigstellung im Jahr 1903 wurde die Kirche im Rahmen eines großen Gemeindefestes am 11. Oktober 1903 von Erzbischof Katschthaler dem heiligen Antonius von Padua geweiht. 
Die neue Kirche war für die Ortsentwicklung so bedeutend, dass das Dreieck zwischen Itzlinger Hauptstraße und Kirchenstraße bis heute Itzlinger Kirchenviertel heißt, nicht, weil es alter Ortskern ist, sondern um die Kirche entstanden ist.
1904 bis 1912 war Itzling eine Pfarrexpositur der Pfarre Gnigl, seither ist die Kirche eine eigene Pfarrkirche.
Vom Ende des Fürsterzbistums 1803 gehörte das Gebiet zum Stadtdekanat Salzburg, die Pfarre Itzling bis 1979 zum Dekanat Bergheim, bis 2011 zum Dekanat Salzburg-Ost, dann wurde das umfassende Stadtdekanat wieder errichtet und Itzling dem Pfarrverband Salzburg-Itzling – Salzburg-St.Andrä – Salzburg-St.Elisabeth – Salzburg-St.Severin zugeteilt (PV 2, Nordosten der Stadt, Itzling, Elisabeth-Vorstadt, Schallmoos, Langwied, Gnigl-Nord).
Pfarrer ist seit 1990 Stadtpfarrer Ernst Pöttler.

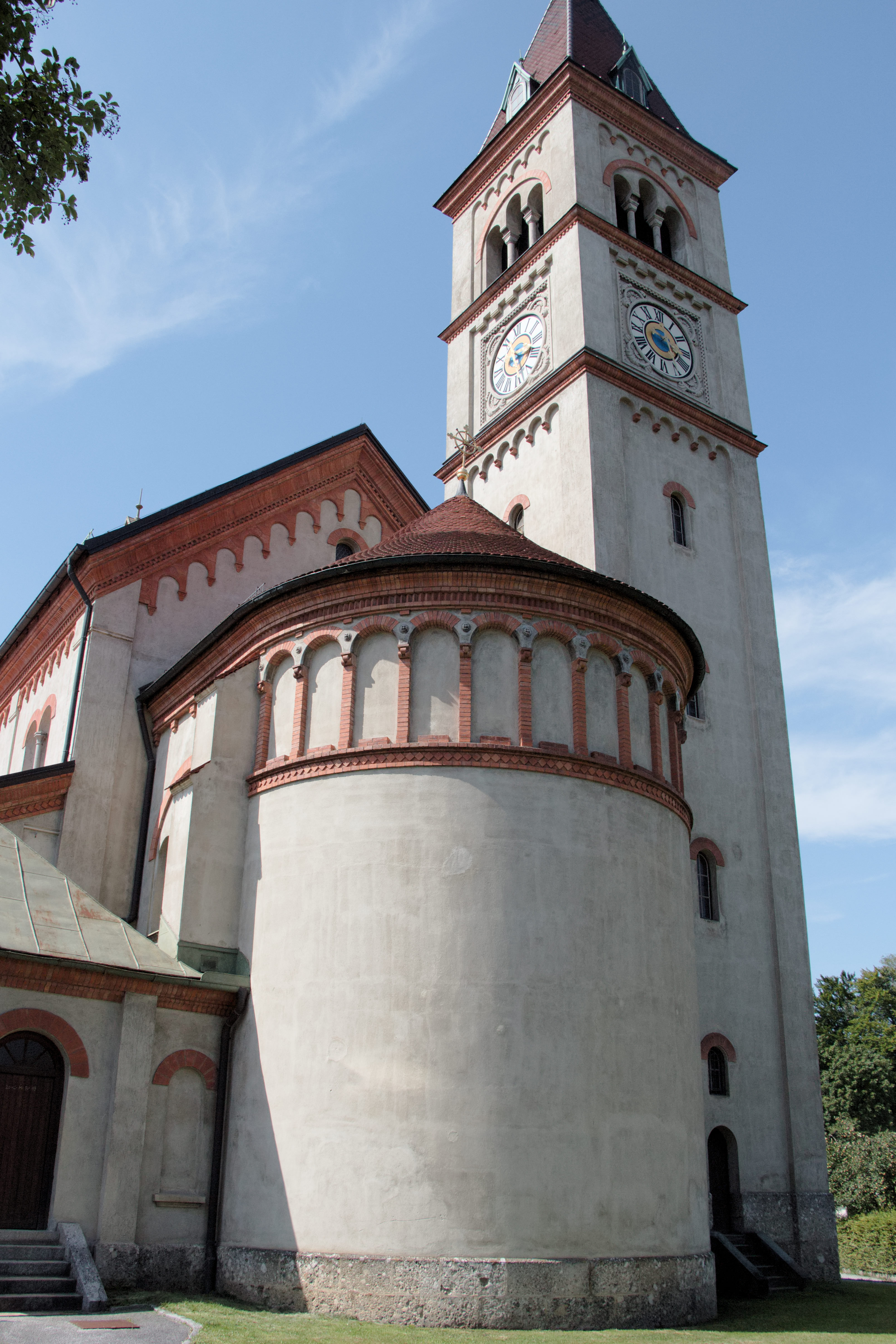
Apsis
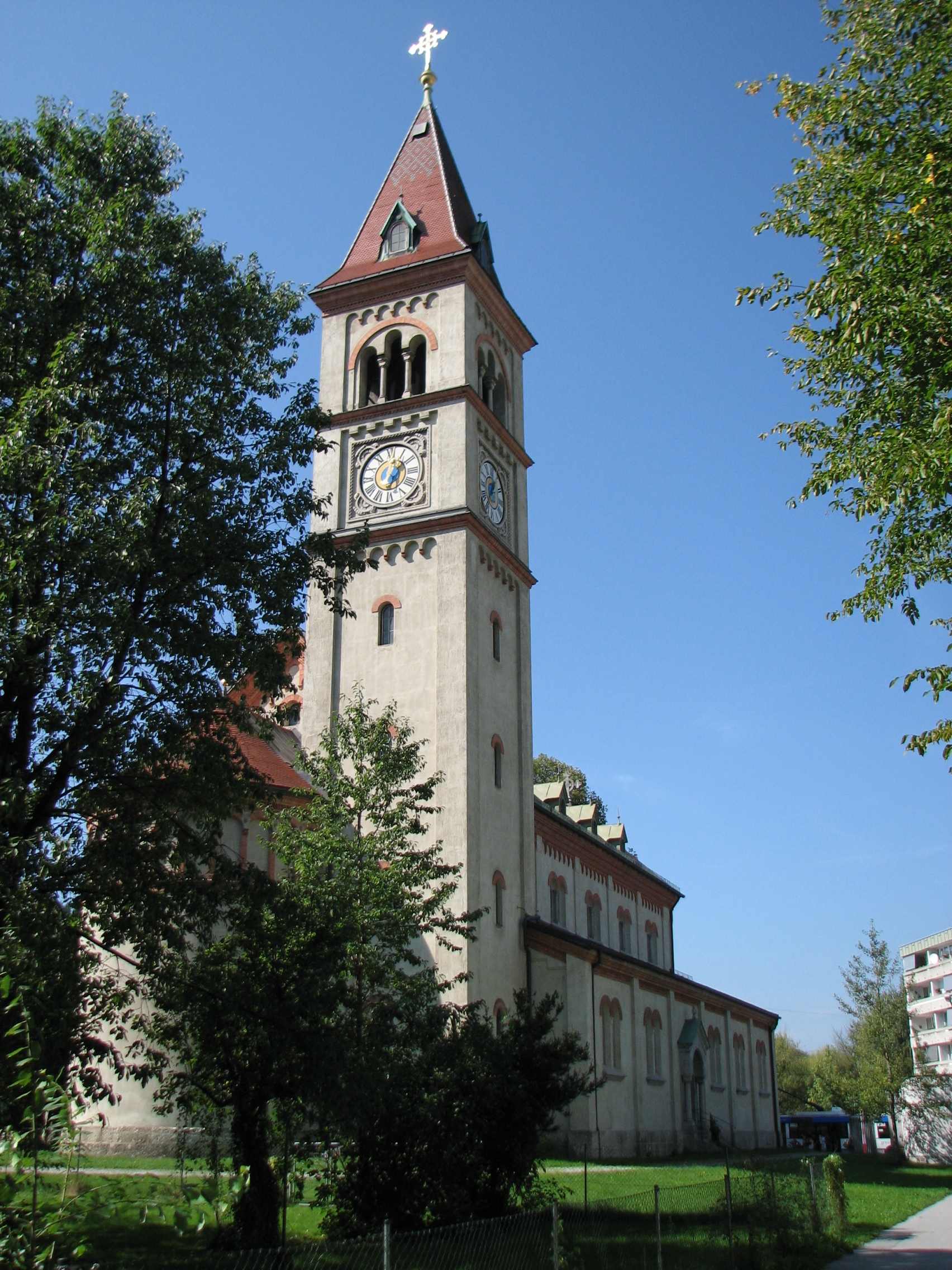
Turm
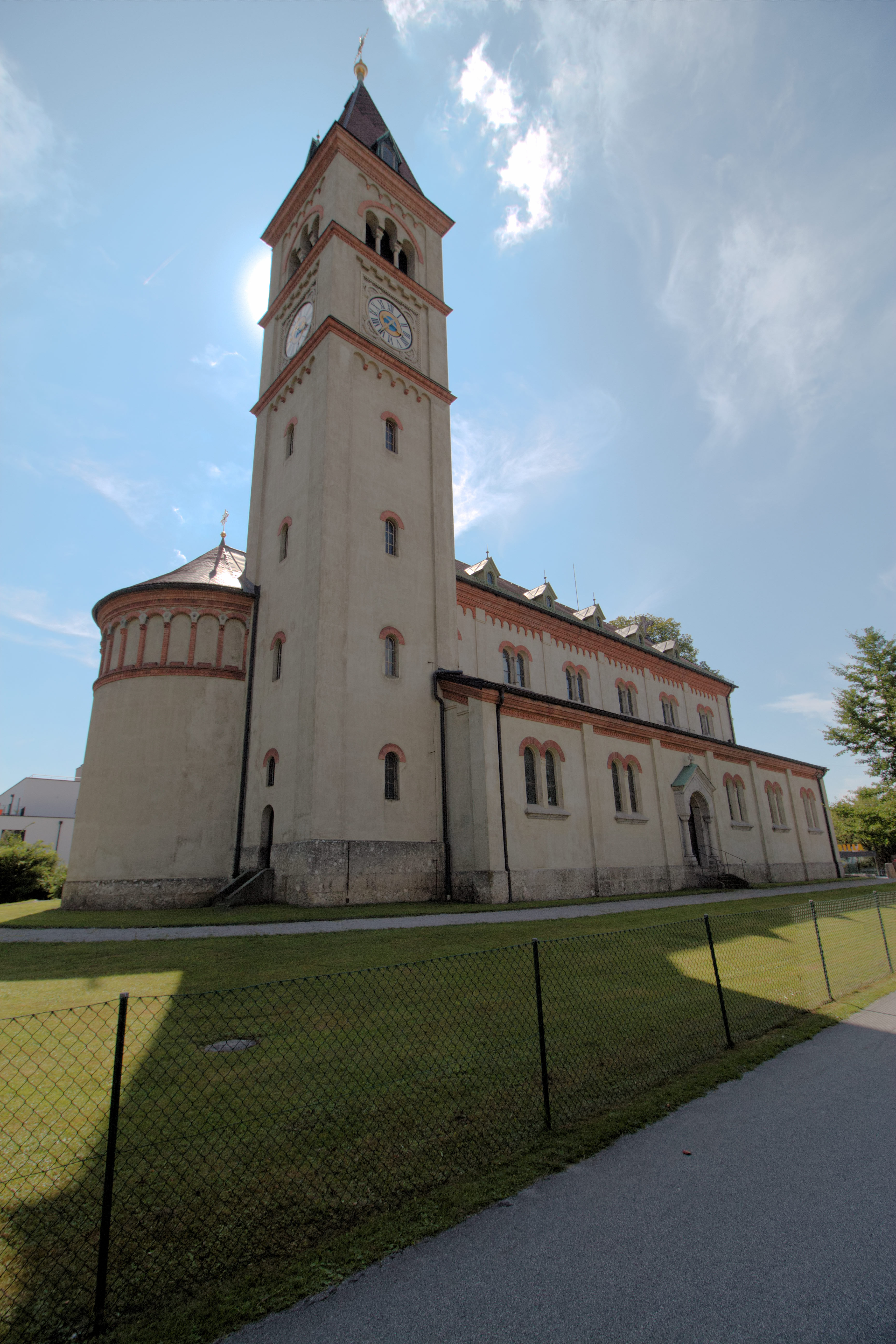
Ansicht von Osten
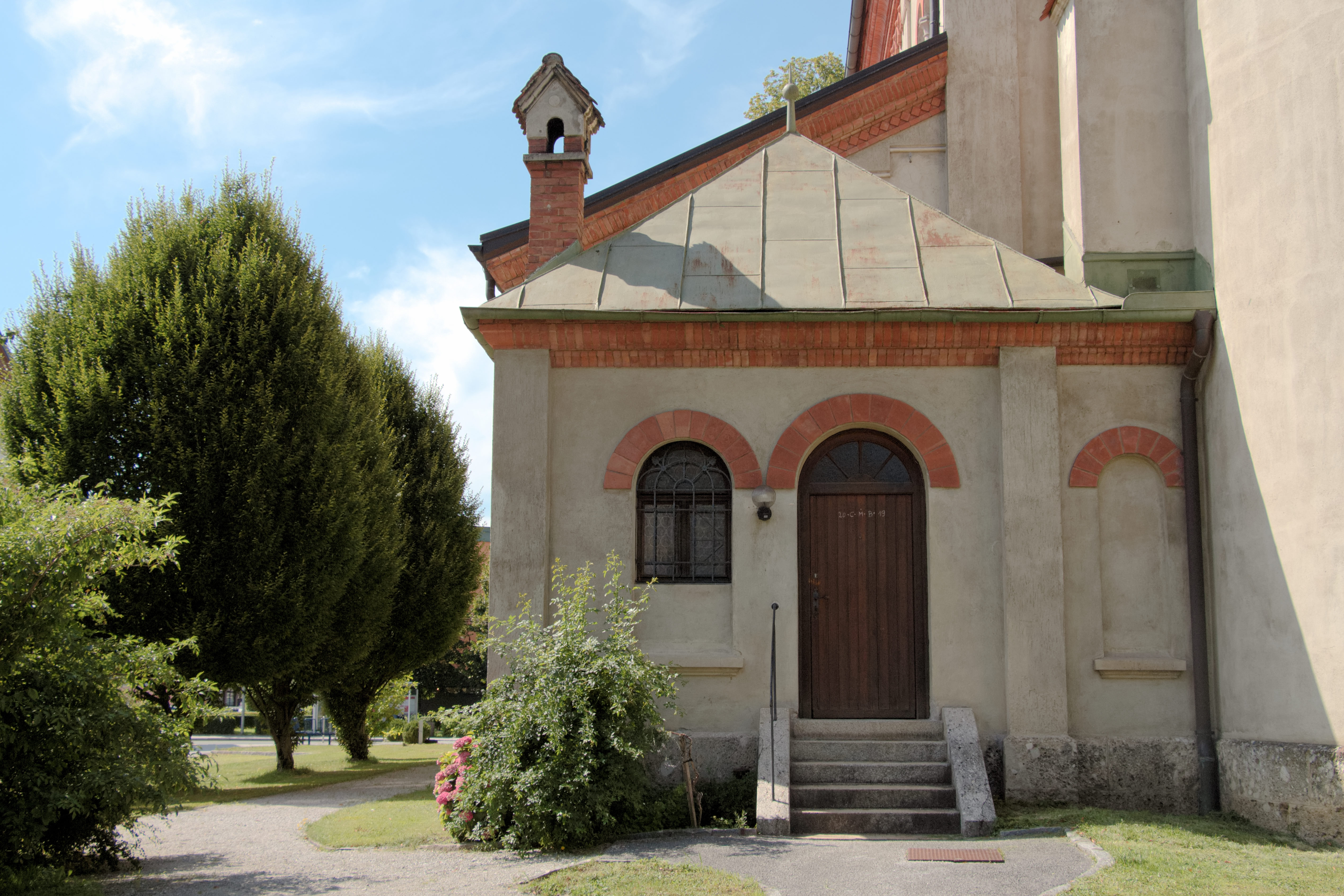
Presbyterium

## Baubeschreibung und Ausstattung

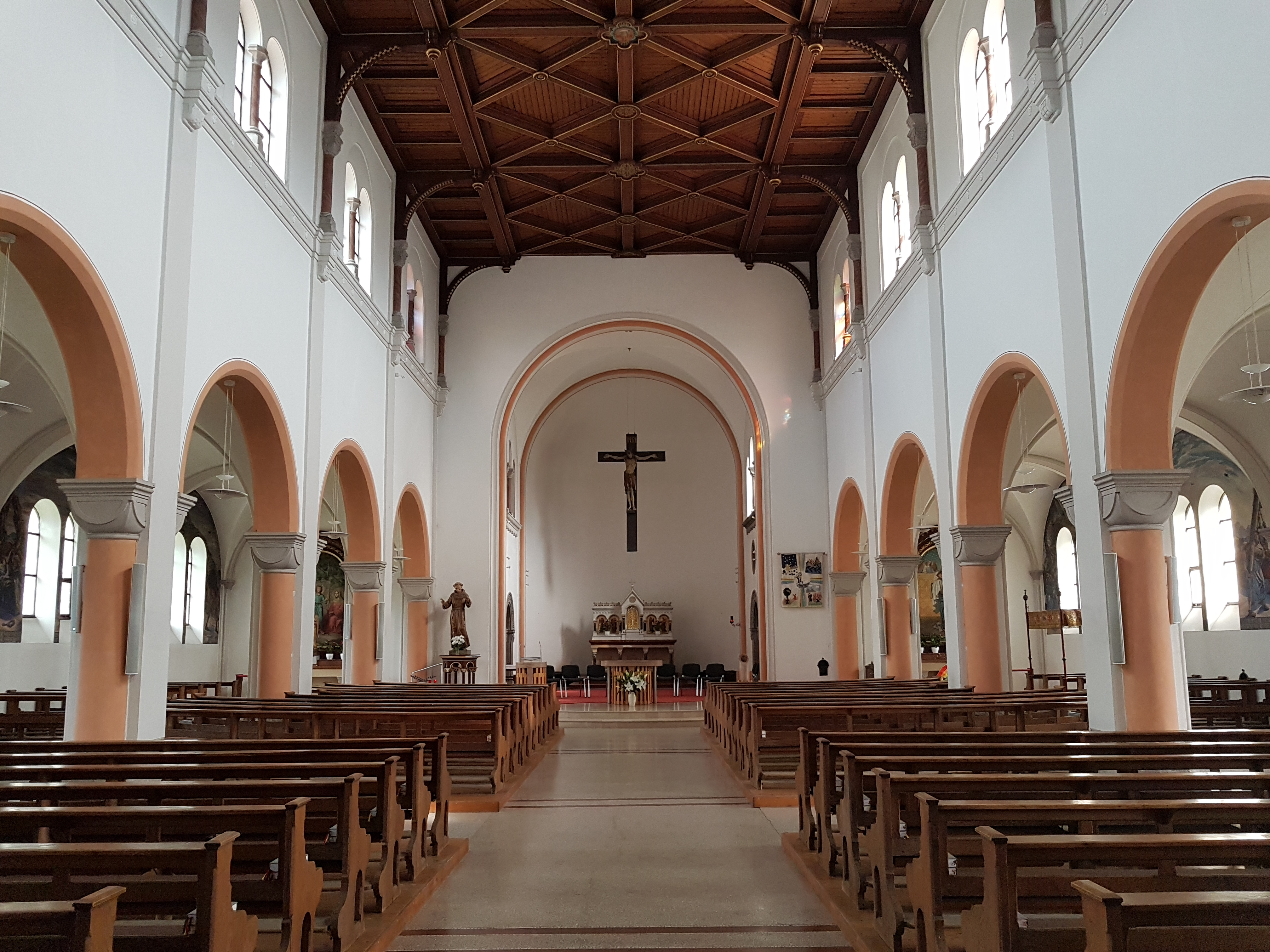
Innenraum

Für die Planung und Ausführung der im historisierenden Stil einer romanischen Basilika (Neoromanik) errichteten Kirche zeigten sich Jakob Ceconi als Baumeister und Karl Pirich als Architekten verantwortlich.
Die Kirche besitzt ein hohes Mittelschiff mit hölzerner Kassettendecke und doppelbogigen Fenstern, Obergaden, eine runde Apsis, und einen der Apsis seitlich angestellten Kirchturm mit gestuften Etagen und steilem Pyramidendach.
Zu den vier Glocken gesellte sich vorübergehend auch ein kleines cyrillisches Glöckchen, das 1945 verwaist auf dem Salzburger Hauptbahnhof gefunden worden war. Es befindet sich seit 1992 aber in der Georgskirche auf der Festung Hohensalzburg.
Im Jahre 2010 erhielt die Kirche eine von Rieger Orgelbau errichtete neue Orgel mit 31 klingenden Registern auf zwei Manualen und Pedal.

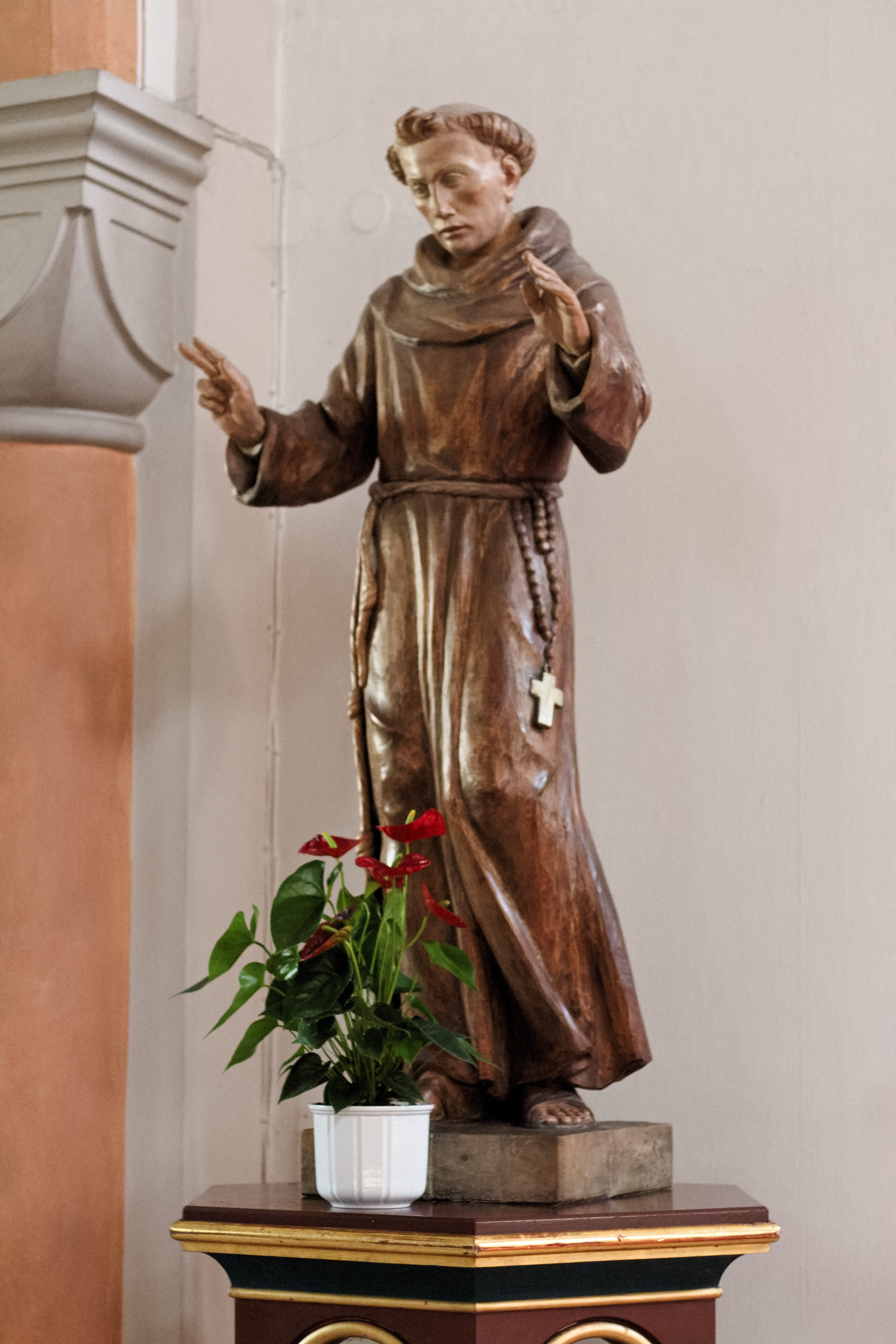
Statue des hl. Antonius
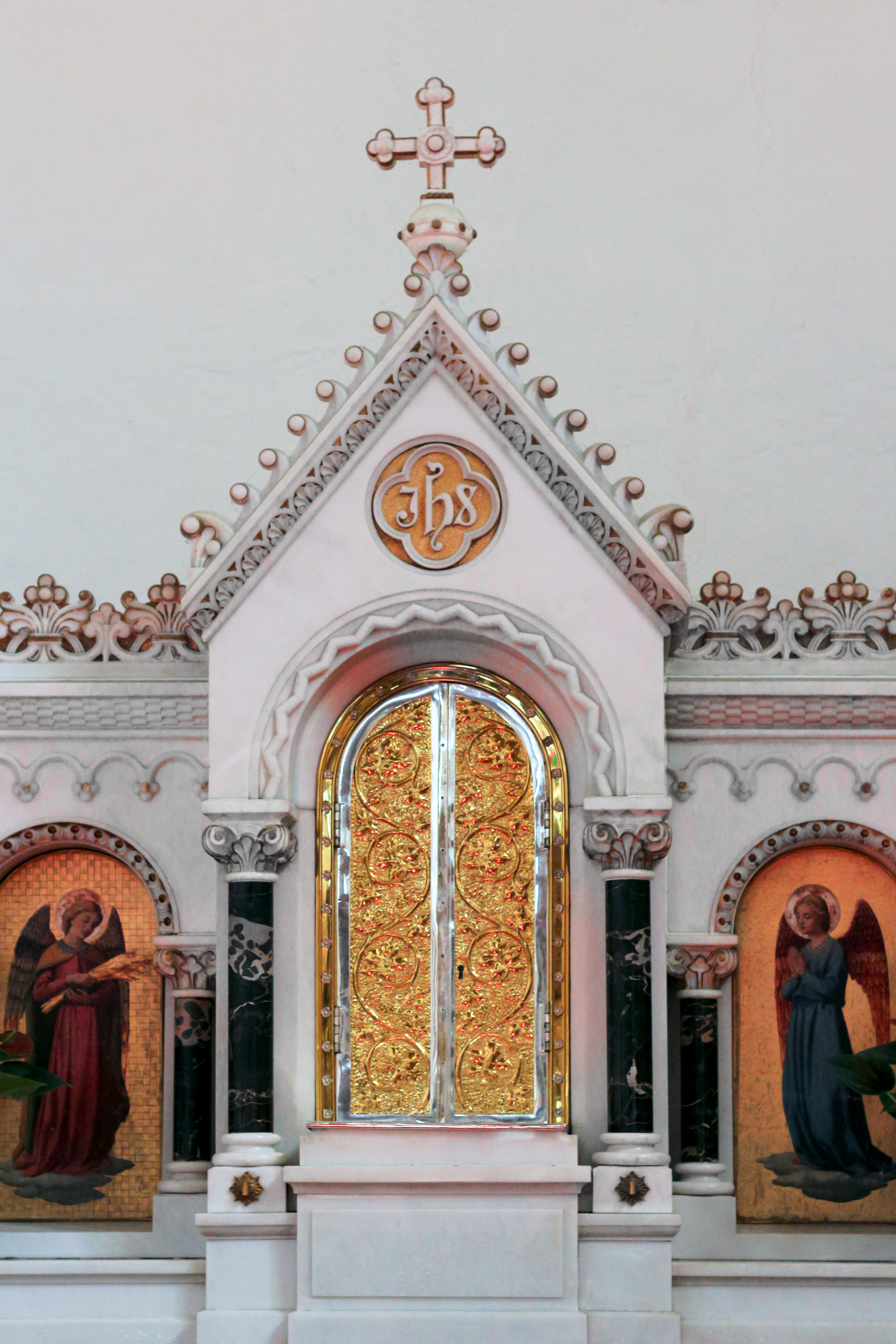
Tabernakel
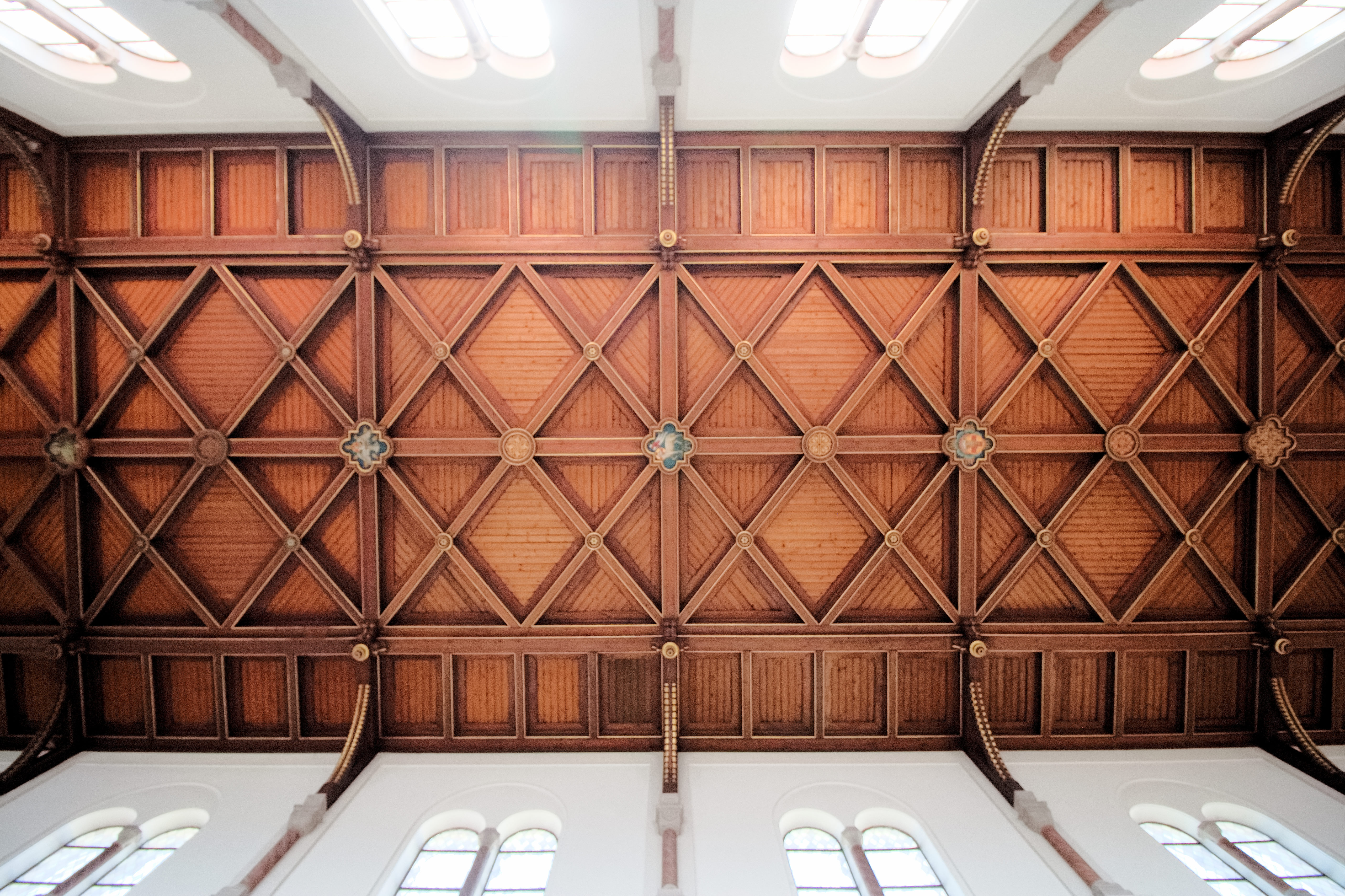
Kassettendecke
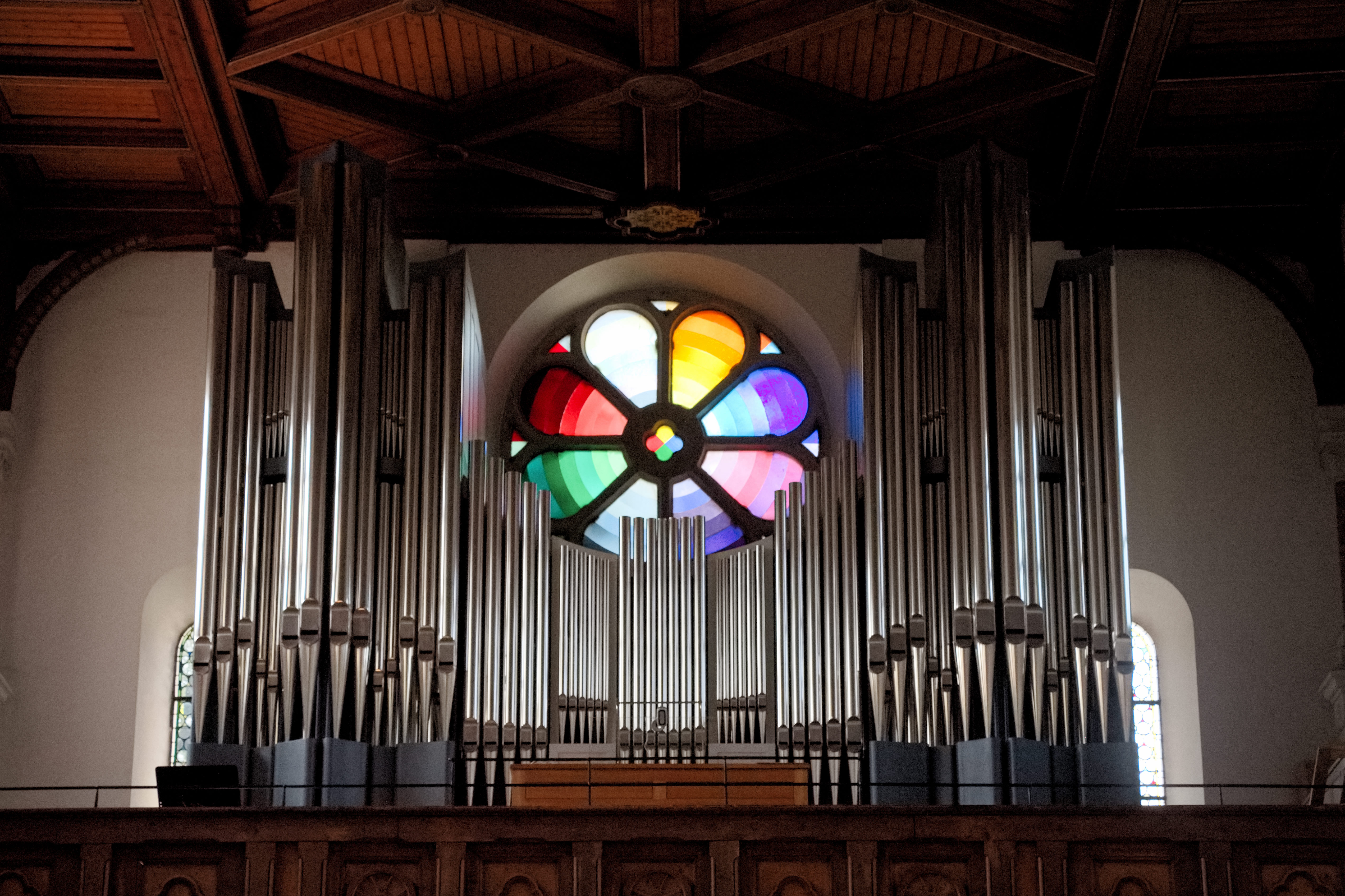
Die Rieger-Orgel
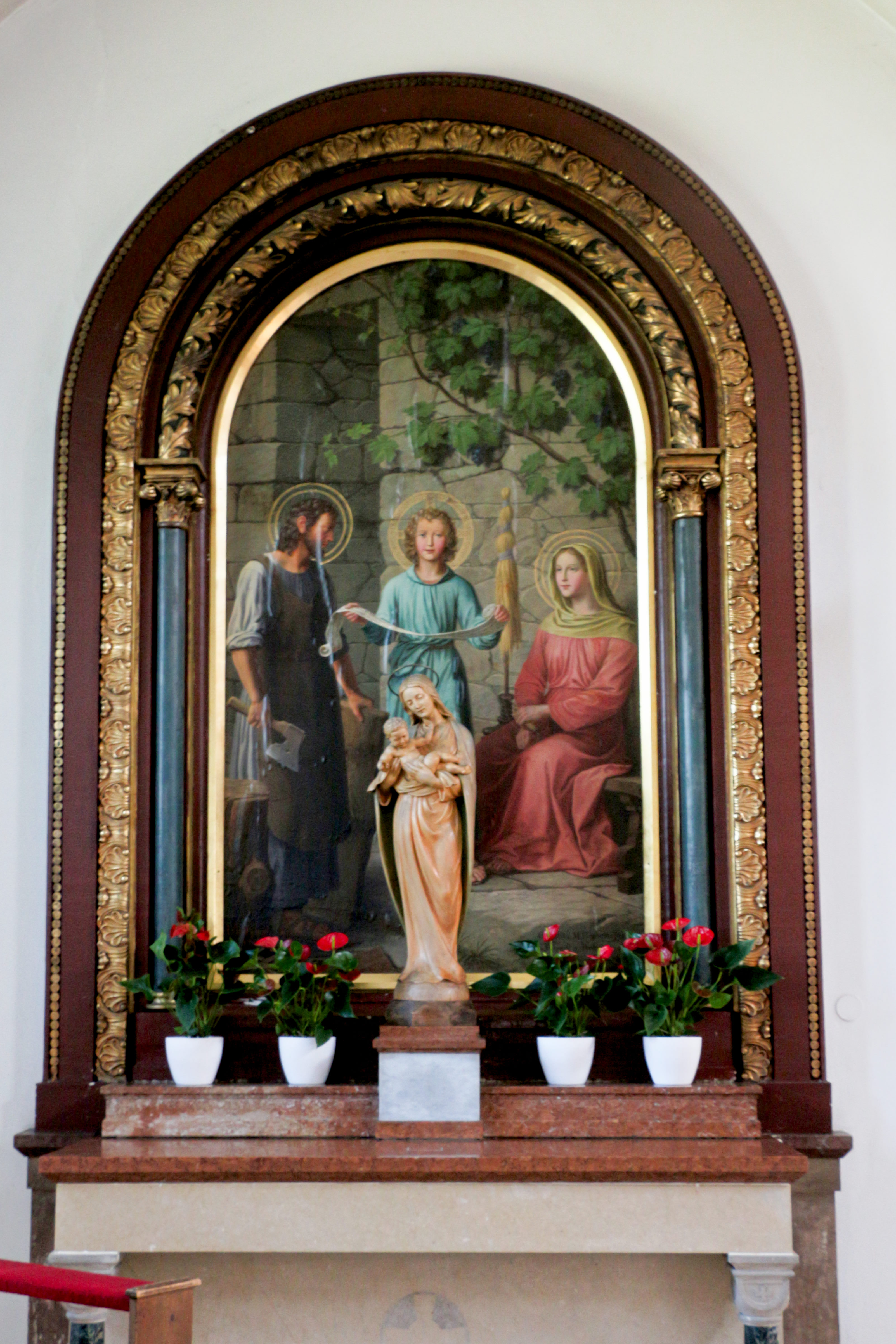
Linker Seitenaltar
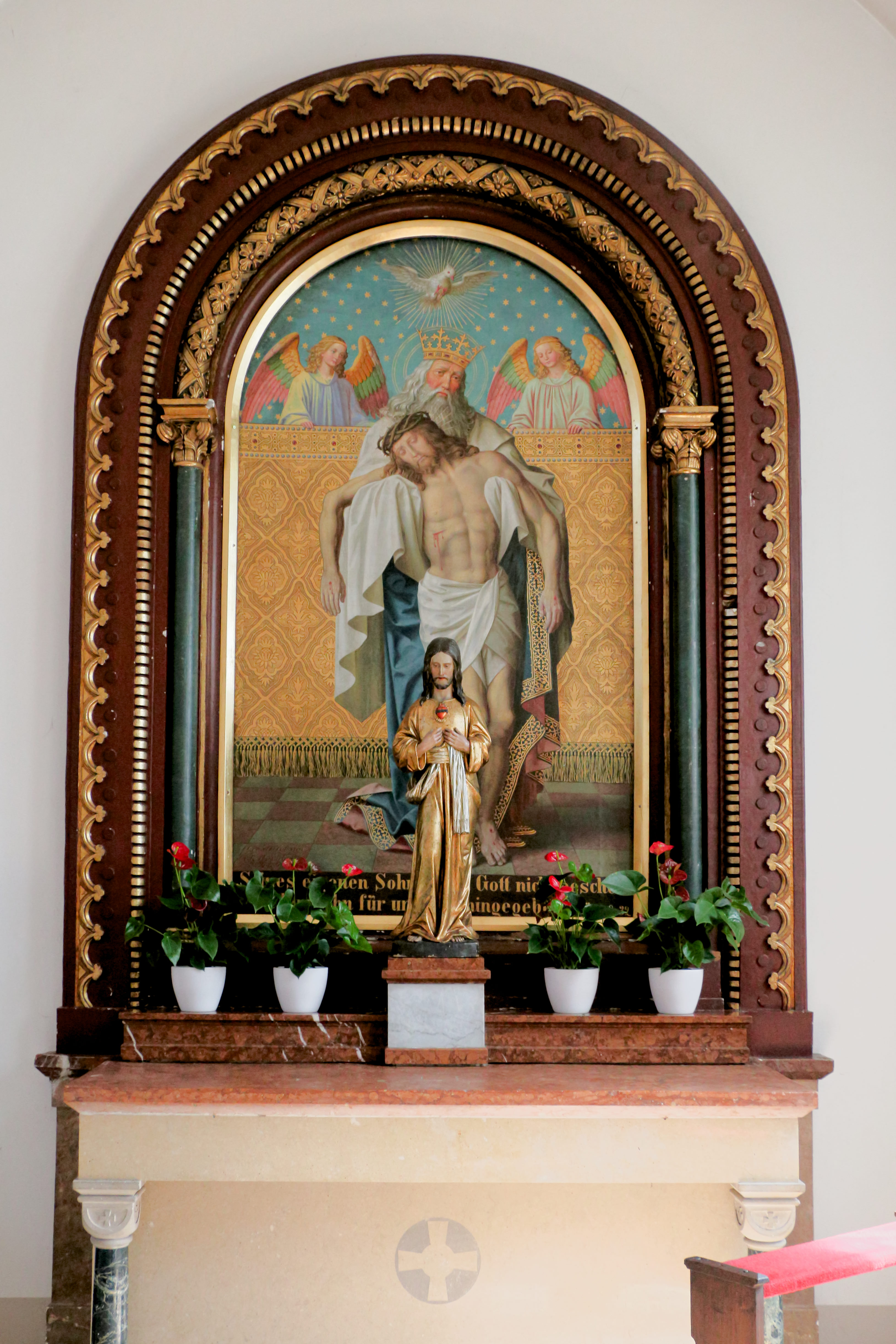
Rechter Seitenaltar

## Nachweise
- Pfarre Salzburg-Itzling (Memento vom 30. August 2014 im Internet Archive), Erzdiözese Salzburg, Pfarrverzeichnis, kirchen.net
- Stadtpfarrkirche St. Antonius. In: Salzburger Nachrichten: Salzburgwiki.

1. ↑  VO 31/2011 Auflösung der Dekanate in der Stadt Salzburg – Errichtung des Stadtdekanates.
 VO 32/2011 Stadt Salzburg: Dekret zur Einteilung in Pfarrverbände. 
beide Verordnungsblatt der Erzdiözese Salzburg (VOBL) Nr. 4,  April 2011, S. 40 ff (pdf, kirchen.net)
2. ↑  Ansprechpersonen (Memento des Originals vom 22. Oktober 2013 im Internet Archive)  Info: Der Archivlink wurde automatisch eingesetzt und noch nicht geprüft. Bitte prüfe Original- und Archivlink gemäß Anleitung und entferne dann diesen Hinweis., pfarre-itzling.at
3. ↑  Johannes Holztrattner (Red.), Römisch-katholisches Pfarramt St. Antonius (Hrsg.): Die neue Rieger-Orgel in der Stadtpfarrkirche zum Hl. Antonius in Salzburg-Itzling. Festschrift zur Weihe der neuen Orgel am 13. Juni 2010. Salzburg 2010.
Itzling erhält eine neue Orgel (Memento des Originals vom 4. März 2016 im Internet Archive)  Info: Der Archivlink wurde automatisch eingesetzt und noch nicht geprüft. Bitte prüfe Original- und Archivlink gemäß Anleitung und entferne dann diesen Hinweis., pfarre-itzling.at (pdf; 129 kB)

Koordinaten: 47° 49′ 27,4″ N, 13° 2′ 49,6″ O